# Berry Islands
Berry Islands é um dos 32 distritos das Bahamas. Sua localização é ao norte da capital do arquipélago, Nassau. Engloba as ilhas de Bimini e Berry Islands.